# Cystangium rodwayi
Cystangium rodwayi är en svampart som först beskrevs av George Edward Massee, och fick sitt nu gällande namn av A.H. Sm. 1963. Cystangium rodwayi ingår i släktet Cystangium och familjen kremlor och riskor.   Inga underarter finns listade i Catalogue of Life.